# كتانية رملية
الكتانية الرملية (باللاتينية: Linaria arenaria) نوع نباتي يتبع جنس الكتانية من الفصيلة الحملية من رتبة الشفويات.

## الموئل والانتشار
تنتشر في المغرب العربي وإسبانيا وفرنسا.

## مرادفات للاسم العلمي
- (باللاتينية: Linaria minuscula Merino)